# Фрунт

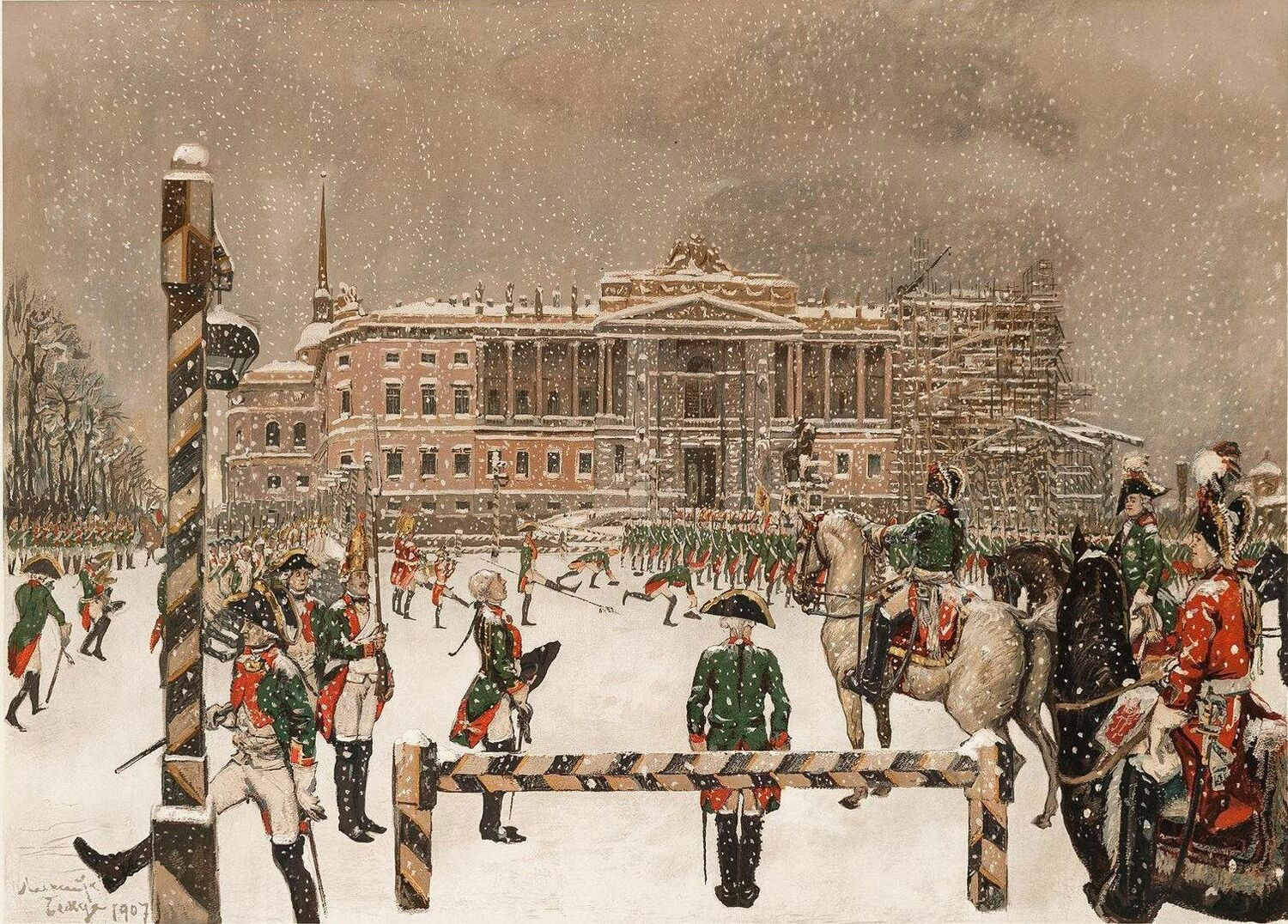
А. Н. Бенуа, Вахтпарад при императоре Павле I., Картины по русской истории, изданные под общей редакцией и объяснительным текстом С. А. Князькова. № 42

Фрунтовое учение (иронично — Шагистика, см. также Муштра) — строевое учение войск, которому уделял особое внимание прусский король Фридрих II, его почитатель — русский император Павел I, его наследники Александр I и Николай I, а также крупный военный деятель той эпохи А. А. Аракчеев.  
Французское слово «фрунт» означает то же самое, что и немецкое «фронт» (сторона строя, в которую обращены лицом военнослужащие), а также маршировку, выправку и ружейные приёмы.
В Русской армии первой половины XIX века фрунтовое учение занимало основную часть времени солдат, а также крестьян в военных поселениях. Советские историки нередко писали о своеобразной «фрунтомании» Николая I. Учения проводились индивидуально, повзводно, поротно, побатальонно, в строю колонн либо в развёрнутом строю.
Низкая эффективность муштры в условиях середины XIX века была продемонстрирована Крымской войной. Уродливые стороны николаевской фрунтомании вскрыты в произведениях русских классиков (например, Львом Толстым в рассказе «После бала»).

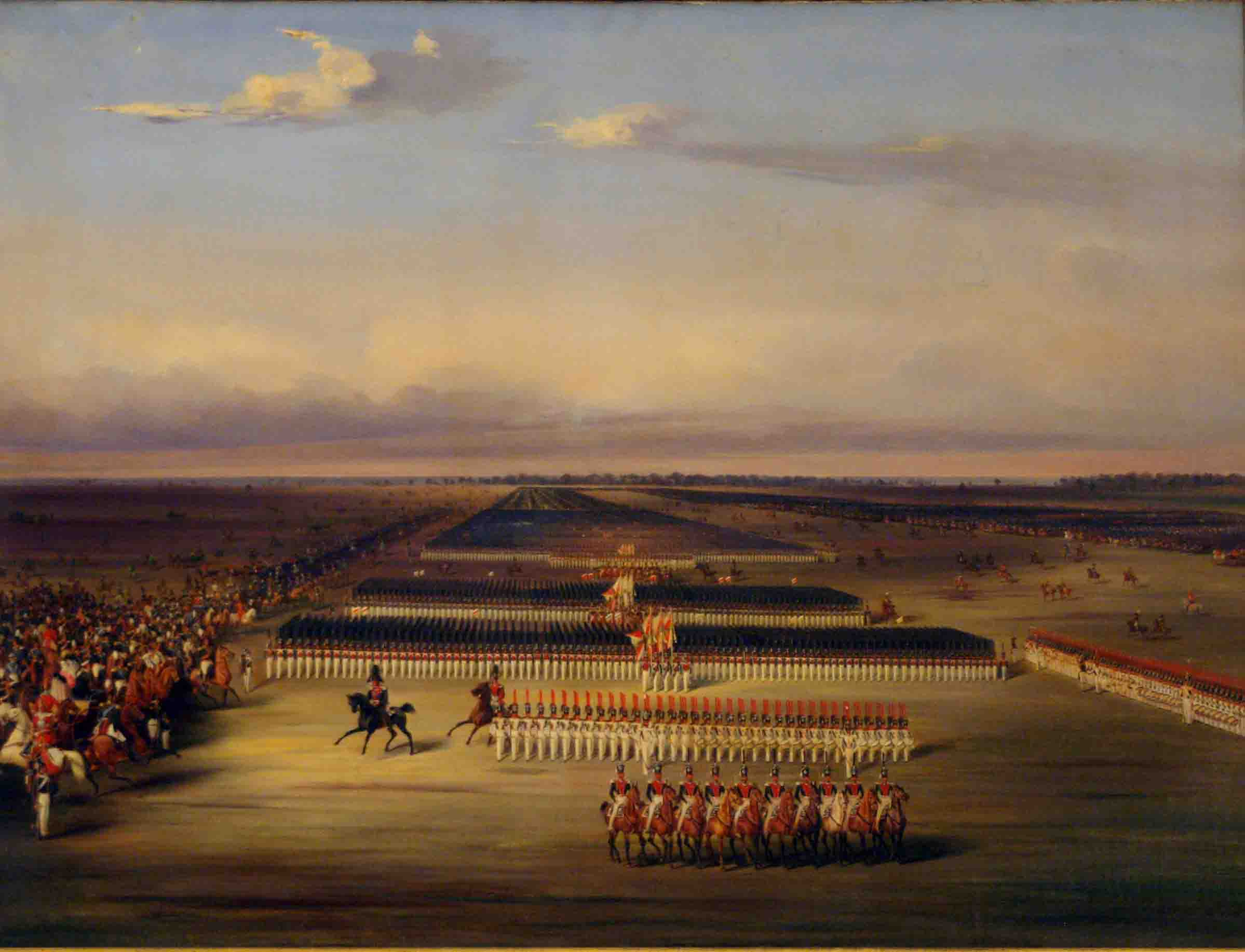
К. Рехлин. Маневры под Калишем в 1835 г.

Генерал И. Ф. Паскевич характеризовал ситуацию в русской армии в период после Наполеоновских войн следующим образом:
После 1815 года этот самый фельдмаршал Барклай де-Толли, который знал войну, подчиняясь требованиям Аракчеева, стал требовать красоту фронта, доходящую до акробатства, преследовал старых солдат и офицеров, которые к сему уже способны не были, забыв, что они еще недавно оказывали чудеса храбрости, спасли и возвеличили Россию… Что сказать нам, генералам дивизий, когда фельдмаршал свою высокую фигуру нагинает до земли, чтобы ровнять носки гренадер? И какую потом глупость нельзя ожидать от армейского майора?
О чрезмерной приверженности парадным формам обучения критически отзывался великий князь Константин Павлович, брат императоров Александра I и Николая I:
Ныне завелась такая во фрунте танцевальная наука, что и толку не дашь. Я более 20 лет служу и могу правду сказать, даже во времена покойного Государя был из первых офицеров во фрунте, а ныне так перемудрили, что не найдешься!... Я таких теперь мыслей о гвардии, что ее столько у нас учат и даже за десять дней приготовляют приказ, как проходить колоннами, что, если приказать гвардии стать на руки ногами вверх, а головой вниз и маршировать, то промаршируют - и немудрено: как не научиться всему. Есть у нас в числе главноначальствующих танцмейстеры, фехтмейстеры, еще и Франкони найдется. (Прим.: Франкони - известный цирковой деятель того времени – дрессировщик птиц, конный акробат)